# サラ・バーンウェル・エリオット
サラ・バーンウェル・エリオット（Sarah Barnwell Elliott、1848年11月29日 - 1928年8月30日）は、アメリカ合衆国の小説家、短編小説家、および女性の権利の活動家である。
モントピーリア女学校の創設者であり、のちにテネシー州スワニーにあるユニバーシティ・オブ・ザ・サウスの創設者のひとりとなる米国聖公会主教のスティーヴン・エリオットの娘として、ジョージア州モントピーリアに生まれた。兄には米国聖公会テキサス西部伝道管区初代主教のロバート・ウッドワード・バーンウェル・エリオットがいる。1886年に家庭教師をしながら、ジョンズ・ホプキンズ大学の講義を受けた。1871年にテネシー州スワニーに引っ越し、1895年から1902年までニューヨークに住んだ以外に後半生を山地で過ごした。著作には『The Felmeres』（1879年）、『A Simple Heart』（1887年）、『Jerry』（1891年）、および『The Making of Jane』（1901年）などがある。女性参政権運動の活動家となり、1912年から1914年までテネシー州平等参政権協会（Tennessee Equal Suffrage Association）の会長を務めた。1928年に没した。

## 著作

### 小説
- The Felmeres（1879年）
- A Simple Heart （1887年）
- Jerry（1891年）
- John Paget（1893年）
- The Durket Sperret（1898年）
- The Making of Jane（1901年）

### ノンフィクション
- Sam Houston（1900年）

### 短編小説

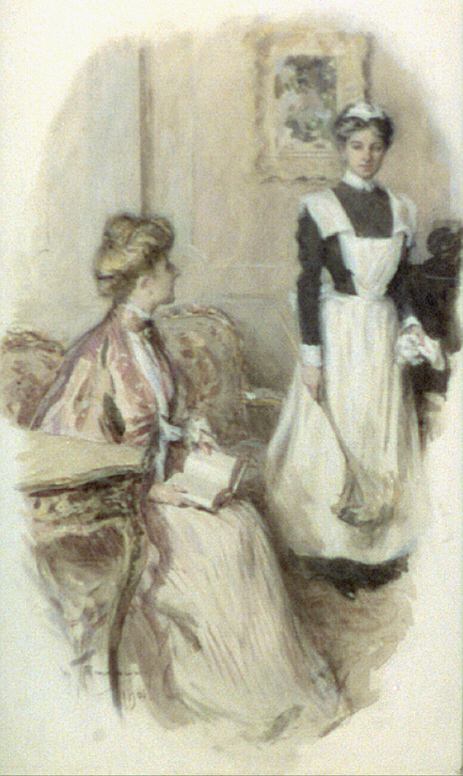
「私は自分の力で生活したいのです」：Hybrid Roses / ハーパーズ・マガジン、113:443（1906年8月号）掲載

- After long years（ジ・ユース・コンパニオン（英語版） / 1903年4月23日号）
- As a Little Child（インデペンデント紙 / 1887年12月8日付）
- Baldy（ハーパーズ・マガジン / 1899年2月号）
- Beside Still Waters（ジ・ユース・コンパニオン / 1900年8月9日号）
- An Ex-Brigadier（ハーパーズ・マガジン / 1890年5月号）
- Faith and Faithfulness（ハーパーズ・マガジン / 1896年10月号）
- Florentine Idyl（インデペンデント紙 / 1888年2月2日付）
- Hands All Round（ジ・ブック・ニュース・マンスリー（英語版） / 1898年9月号）
- Hybrid Roses（ハーパーズ・マガジン / 1906年8月号）
- An Idle Man（インデペンデント紙 / 1887年6月9日付）
- An Incident（ハーパーズ・マガジン / 1898年2月号）
- Jack Watson－A Character Study（カレント紙（英語版） / 1886年9月11日付）
- Jim's Victory（ジ・ブック・ニュース・マンスリー / 1897年10月号）
- The Last Flash（スクリブナーズ・マガジン（英語版） / 1915年6月号）
- A Little Child Shall Lead Them（ジ・ユース・コンパニオン / 1902年12月18日号）
- Miss Ann's Victory（ハーパーズ バザー / 1898年4月9日号）
- Miss Eliza（インデペンデント紙 / 1887年3月24日付）
- Miss Maria's Revival（ハーパーズ・マガジン / 1896年8月号）
- Mrs. Gallyhaw's Candy-stew（クーリエ・ジャーナル（英語版） / 1887年1月号〜2月号）※ 5週連続で発表された短編小説。
- Old Mrs. Dally's Lesson（ジ・ユース・コンパニオン / 1904年12月9日号）
- The Opening of the Southwestern Door（ジ・ユース・コンパニオン / 1907年2月28日号）
- Stephen's Margaret（インデペンデント紙 / 1888年7月5日付）
- Study of Song in Florence（ハーパーズ・マガジン / 1902年3月号）
- What Polly Knew（ジ・スマート・セット（英語版） / 1903年2月号）
- Without the Courts（ハーパーズ・マガジン / 1899年3月号）
- The Wreck（ジ・ユース・コンパニオン / 1907年12月19日号）

### エッセイ
- Ibsen（レヴュー（英語版） / 1907年1月号）
- A Race That Lives in Mountain Coves（レディース・ホーム・ジャーナル（英語版） / 1898年9月号）
- Spirit of the Nineteenth Century in Fiction（ジ・アウトルック / 1901年1月19日号）
- A Study of Woman and Civilization（Forensic Quarterly Review / 1910年2月号）